# العلاقات السعودية الهولندية
تشير إلى جملة العلاقات الدبلوماسية بين الـمملكة العربية الـسعودية ومملكة هولندا.

## بذرة تاريخية
يعود التواجد الهولندي في المنطقة للقرن السابع عشر الميلادي. ففي عام 1614م حصل التجار الهولنديون على تصريح بالعبور عبر أراضي الجزيرة العربية وذلك في بداية الانفتاح الهولندي على الشرق الأقصى. وقد تمكن التجار الهولنديون آنذاك من إنعاش التجارة وخلق علاقات جيدة مع تجار مدينة جدة خصوصاً بعد استعمار هولندا لاندونيسيا إذ شكلت في ذلك الحين أكبر دولة إسلامية، وأصبح الحج فيما بعد يشكل أهم جانب في العلاقات مع المملكة. وتوجت هذه العلاقات فيما بعد بافتتاح القنصلية الهولندية بجدة في عام 1869م. ولقد كانت هولندا من بين أوائل الدول التي اعترفت بالمملكة وقد أصدر الملك عبد العزيز موافقته على فتح قنصلية هولندية جديدة ومستشفى بمكة المكرمة، وفي عام 1926م قام الأمير فيصل بن عبد العزيز بزيارة الملكة ويلهالمينا ـ ملكة هولندا آنذاك ـ حينها أكد الأمير فيصل على تميز العلاقات السعودية ـ الهولندية ودعا إلى فتح شركة تجارية هولندية في مدينة جدة. كما قام الأمير سعود بن عبد العزيز بزيارة مماثلة إلى هولندا في عام 1935م. وتوجت هذه الزيارات ببدء العلاقات الدبلوماسية بين البلدين في 1968م حيث أنشأت المملكة بعثتها الدبلوماسية في لاهاي. ولعوامل ذات صلة بطبيعة مصالح البلدين، هيمن العامل الاقتصادي على تفاعلاتها حيث كان ومازال العامل الفعال والمهيمن على العلاقات الثنائية بين البلدين خصوصاً للجانب الهولندي. فهولندا كانت ومازالت حريصة دائماً على التعاون الاقتصادي بين البلدين وزيادة حجم التبادل التجاري. ورغم أن هولندا تستند في علاقاتها السياسية مع دول المنطقة وفقاً لرؤية الاتحاد الأوروبي وإستراتيجيته، إلا أنها تحرص على تعزيز علاقاتها مع دول المنطقة على نحو ثنائي. وقد شهدت العلاقات الثنائية تطوراً ملحوظاً في العقد الأول من هذا القرن حيث ارتفعت وتيرة الاتصالات الدبلوماسية بين البلدين ومستوى التعاون في مجالات عدة حيث ترجم هذا التعاون توقيع اتفاقيات ثنائية في المجال الاقتصادي والثقافي والمالي. وقد أثمرت هذه الاتصالات بتأييد هولندا لانضمام المملكة لمنظمة التجارة العالمية وذلك بعد تلقي رئيس الوزراء الهولندي رسالة من مقام خادم الحرمين الشريفين بهذا الشأن. كما جرى تبادل الدعم بين البلدين في أول انتخابات لمجلس حقوق الإنسان التابع للأمم المتحدة حيث كانت هولندا من الدول التي أعلنت صراحة عن تأييدها لترشيح المملكة لهذا المجلس. ومن ملامح هذا التطور أيضا زيادة الزيارات للمسئولين الهولنديين للمملكة إذ قام وزير الخارجية الهولندية آنذاك السيد/ بين بوت بزيارة للمملكة في عام 2006م التقى فيها بخادم الحرمين الشريفين والأمين العام لمنظمة المؤتمر الإسلامي. ومن الزيارات المهمة أيضاً زيارة السيد ماكسيم فيرهاخن في عام 2009م (وزير الخارجية الهولندي في ذلك الوقت) للمملكة حيث التقى بصاحب السمو الملكي الأمير سعود الفيصل وعقد جولة من المحادثات مع سموه جرى التأكيد فيها على أهمية العلاقات بين البلدين سياسياً واقتصادياً كما تطرقت للقضايا ذات الاهتمام المشترك مثل القضية الفلسطينية وعملية السلام في الشرق الأوسط. كما قام الوزير الهولندي في هذه الزيارة بالتوقيع على مذكرة التفاهم في التعاون العلمي بين البلدين في الرياض. ولم تنحصر هذه الزيارات في العلاقات السياسية بل تعدتها إلى العلاقات الاقتصادية حيث شهدت الأعوام الماضية زيارات لوزراء الاقتصاد الهولنديين في أعوام 2006م و2009م و2011م. وتركزت تلك الزيارات على التبادل التجاري بين البلدين والاستثمار والطاقة. وفي مجال حقوق الإنسان قامت منظمة «لجنة هلسنكي» المتخصصة بحقوق الإنسان بزيارة المملكة في عام 2006م وكانت زيارة ايجابية جداً لأعضاء هذه المنظمة. كما قامت منظمة «بناء الجسور» بزيارة مماثلة للمملكة في عام 2011م.

## وصلات خارجية
- السفارة الـسعودية في امستردام

علاقات هولندا الثنائية